# Slagsleutel (gereedschap)

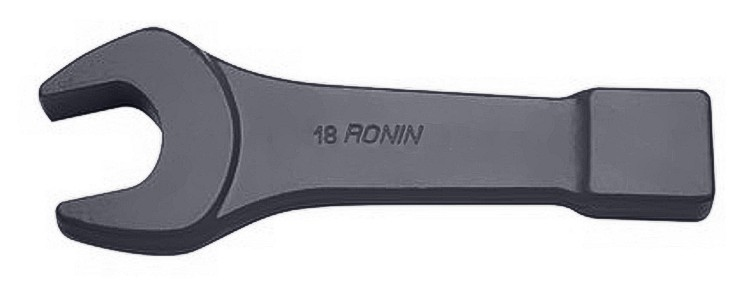
(Steek)slagsleutel

Een slagsleutel is een korte zware sleutel waarvan het uiteinde voorzien is van een blok. De sleutel is geschikt om door middel van hamerslagen zeskantige moeren en bouten vast te zetten of te lossen.
Hij is verkrijgbaar als steekslagsleutel of ringslagsleutel. Deze laatste kan beschikken over een rechte dan wel een gebogen steel. De sleutels worden toegepast in de zware industrie, bij spoorwegen, scheepswerven en dergelijke.
bougiesleutel · dopsleutel · Engelse sleutel · inbussleutel · kruissleutel · momentsleutel · passchroefsleutel · pijpsleutel · ringsleutel · slagsleutel · steeksleutel · tiengaatssleutel · torxsleutel